# Świeszewo (województwo zachodniopomorskie)
Świeszewo – wieś w Polsce położona w województwie zachodniopomorskim, w powiecie gryfickim, w gminie Gryfice. Według danych Urzędu Miejskiego w Gryficach na dzień 31 grudnia 2009 r. w Świeszewie zamieszkiwało 351 osób.
Jest to typowo rolnicza wieś. Wieś wraz z koloniami o nazwie: trójka, dziewiątka, dwunastka i piętnastka (nazwa kolonii uzależniona od ilości wybudowanych zagród w 1932 r. po parcelacji istniejącego tu majątku ziemskiego) rozciąga się z północnego zachodu na południowy wschód na przestrzeni około 2 km licząca 79 zagród w 1945 r., a obecnie 85 zagród.

## Historia
Już średniowieczne dokumenty wymieniają wieś Świeszewo, której nazwa do marca 1945 roku brzmiała Schwessow. Zaraz po wojnie wieś miała dwie nazwy przejściowe: Smarczewo i Smerczew. Od roku 1947 przyjęto nazwę Świeszewo. Miejscowość wymieniona została na mapie Lubinusa w 1618.
Pierwsi powojenni osadnicy pojawili się w Świeszewie latem 1945. Byli to głównie przesiedleńcy z województw: poznańskiego, łódzkiego, bydgoskiego i lubelskiego. Przez cały prawie rok 1945 w Świeszewie oprócz Polaków przebywała spora grupa Niemców, Austriaków oraz Węgrów, bądź uciekinierów. Obliczano ich wówczas na około 3000 ludzi, przy czym zamieszkiwali po 50 w jednej zagrodzie.
W Świeszewie uznawanym za jedną z najbardziej atrakcyjnych miejscowości nie było problemów z zasiedlaniem. Wyjątkowo szybkie tempo osadnictwa na tym terenie doprowadziło do wyczerpania zasobów mieszkaniowych, tak, że już w 1946 r. zdecydowano o dokwaterowaniu przybywających osadników do mieszkań już zasiedlonych. Wieś malowniczo położona, Nie było tu „śladu” wojny. 
W Świeszewie poległ ostatni żołnierz wyklęty Pomorza Zachodniego Józef Boś ps. "Lot", zastrzelony przez funkcjonariuszy WUBP w Szczecinie 11 września 1952 r.

## Oświata
Szkoła, zorganizowana jesienią 1945 roku przez Mieczysława Tachera (uruchomiona jako druga na ziemi gryfickiej) w ciągu najbliższych lat „pękała w szwach”. Jednak w latach 50. typowa ucieczka młodzieży do miast doprowadziła do stopniowego wyludnienia i zestarzenia Świeszewa. W latach 1945–1964 - szkoła funkcjonowała jako siedmioklasowa, od 1964 do 1974 jako szkoła ośmioklasowa. Następnie, w latach 1974 do 1987 roku, szkoła funkcjonowała jako punkt filialny gryfickich szkół, z trzema oddziałami klasowymi. W roku 1987 zawieszono na rok działalność szkoły. Ponowne reaktywowanie szkoły nastąpiło w roku 1988. Ostatecznie szkołę zamknięto po reformie systemu oświaty w 1999 roku.

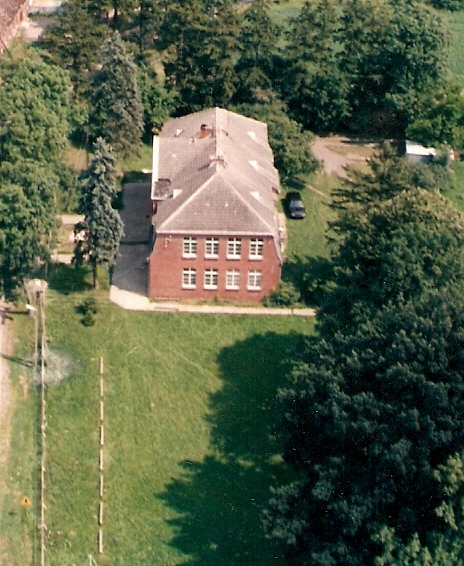
Szkoła w Świeszewie z lotu ptaka

Wieś położona wśród ciekawego, urozmaiconego krajobrazu moreny dennej „Wysoczyzny Świeszewskiej” otoczonej zalesionymi wzniesieniami należących do najwyższych w gminie Gryfice: Góra Bukowiec 76,4 (najwyższa w powiecie gryfickim), Piaskowa Góra 52,4, Góra Wyżynka 56,8 m n.p.m. oraz obniżeniami (dolinami) również zalesionych lub podmokłych łąk: Bagno Świeszewskie 22,3, Bagno Ościęcińskie 22,5, Jezioro Kołomąckie 21,2, Dolina Wołczanki 18,8 m n.p.m.

## Zabytek
Znajduje się tu kościół parafialny pw. Matki Boskiej Częstochowskiej, ryglowy, zbudowany w 1696 r. Przebudowany w 1842 r. Kościół przeszedł w ostatnich latach renowację, została odnowiona drewniana wieża, dwuczłonowa, dolna część ryglowa, szerokości nawy, górna drewniana o pochyłych ścianach podtrzymująca hełm wiciowy, w której znajdują się dwa dzwony. Jeden z nich pochodzi z 1937 r. drugi zaś z XVII w. Została odnowiona również główna część kościoła, prezbiterium oraz barokowy ołtarz. Wewnątrz znajdują się również renesansowe ołtarze boczne, romańska chrzcielnica i ambona z XVII w. Wkład w remont kościoła miała Fundacja Współpracy Polsko-Niemieckiej. Remont nawy głównej w 2004 roku zrealizowano przy pomocy finansowej Ministerstwa Kultury.

## Samorząd
Gmina Gryfice utworzyła jednostkę pomocniczą – "Sołectwo Świeszewo", które obejmuje jedynie wieś Świeszewo. Organem uchwałodawczym sołectwa jest zebranie wiejskie, na którym mieszkańcy wybierają sołtysa. Działalność sołtysa wspomaga jest rada sołecka, która liczy od 3 do 7 osób – w zależności jak ustali wyborcze zebranie wiejskie.